# نظام تسمية المنتجات
نظام تسمية المنتجات هو عملية وصف المنتج أو السلعة أو تسميتها. ويتحدد نظام التسمية من خلال الاستخدام المتسق للأحرف الأبجدية الرقمية والأدوات الفاصلة. وينشئ نظام التسمية معرفًا لكل إصدار أو طراز من المنتجات أو السلع.ويمكن أن يتعارض استخدام الأحرف مع أنظمة إدارة البرامج المحوسبة مما يقيد نطاق التسميات. وقد يحل استخدام رموز كود المنتج العالمي (UPC) محل الحاجة لأنظمة التسميات هذه حيث أصبحت قارئات الرموز الشريطية (الباركود) شائعة. إلا أن أكواد أسماء المنتجات المنطوقة أو أسماء المنتجات الدقيقة لا تزال مطلوبة في نواحي التسويق وخدمة العملاء. فيمكن أن تؤدي سهولة التعرف على المنتج بصورة صحيحة إلى تحقيق المبيعات وتوجيه الدعم بشكل سليم. أ
ويمكن الفصل بين الأسماء عن طريق تحويل الأحرف. كما أن هناك بعض المفاهيم التاريخية الشائعة مثل تقسيمات الأحرف.
الأسماء البسيطة
1234H67
HGrD
11-2044
RR-1234
؛ الأسماء المعقدة
ABC-04-DEF-GHI
AB035NN5T
21T-4000-97

## المشكلات
1. قد يصعب التحقق بسرعة من أطوال الأسماء المتباينة.
2. قد يحدث تداخل بين الأسماء الرقمية من بائع إلى آخر.
3. قد يصرف الاسم الانتباه عن الغرض من المنتج.
4. قد تتسبب الأكواد الأبجدية الرقمية المختلطة التي تستخدم أحرف متشابهة (على سبيل المثال، الحرف الكبير I والرقم 1، والحرف O والرقم 0) في حدوث أخطاء.